# Купчино (платформа)
Ку́пчино — остановочный пункт / пассажирская платформа Санкт-Петербург—Витебского направления Октябрьской железной дороги в черте Санкт-Петербурга. Названа по микрорайону Купчино Фрунзенского района Санкт-Петербурга.

## История
Платформа была открыта в 1972 году под названием «Витебская» вместе с открытием станции метро «Купчино», также, по некоторым данным, новая платформа объявлялась как «Купчино-2», в 1974 году ей было присвоено современное название «Купчино», которое ранее носил расположенный ближе к Витебскому вокзалу остановочный пункт (современная платформа «проспект Славы»). Платформа расположена на трёхпутном перегоне Санкт-Петербург-Витебский-Сортировочный — Шушары. Перегон электрифицирован постоянным током, напряжением 1,5 кВ в 1953 г. в составе участка Ленинград-Витебский — Павловск (переведён на напряжение 3,3 кВ в 1962 г.). В 1986 г. была произведена электрификация 3-го грузового пути в составе участка Шушары — Ленинград-Витебский-Сортировочный. Третий (грузовой) путь платформ не имеет.

## Современное состояние
На платформе останавливаются все проходящие через неё электропоезда. Соединена со станцией метро «Купчино» двумя подземными переходами, из которых также можно выйти на обе стороны железной дороги — на Витебский проспект и на Балканскую площадь. Также рядом с платформой находятся конечные остановки большого количества маршрутов трамваев, троллейбусов и автобусов.

## Технические особенности
Состоит из двух отдельно стоящих платформ, по внешней стороне которых расположены пути (между платформами пути отсутствуют). Устройство остановочного пункта велось одновременно со строительством одноимённой станции метро. Первоначально планировалось совместить платформы метро и железной дороги, создав кросс-платформенный узел. Но проект не был создан в целях экономии средств. Впоследствии идея была реализована на станции Девяткино.
В 2006 году остановочный пункт был реконструирован.
5 марта 2007 года платформа оборудована автоматизированной системой контроля оплаты проезда пассажирами (АСКОП).

## Фото

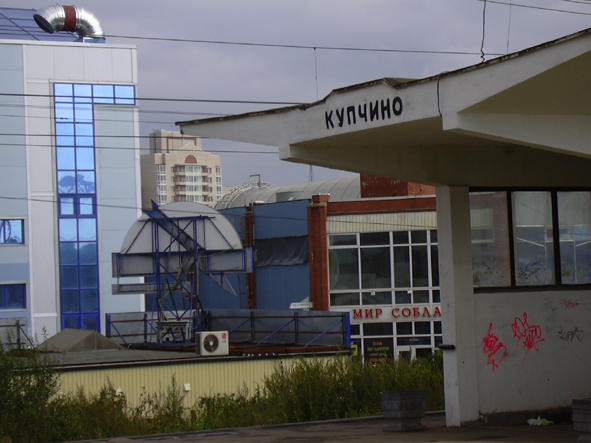
Станция Купчино до реконструкции
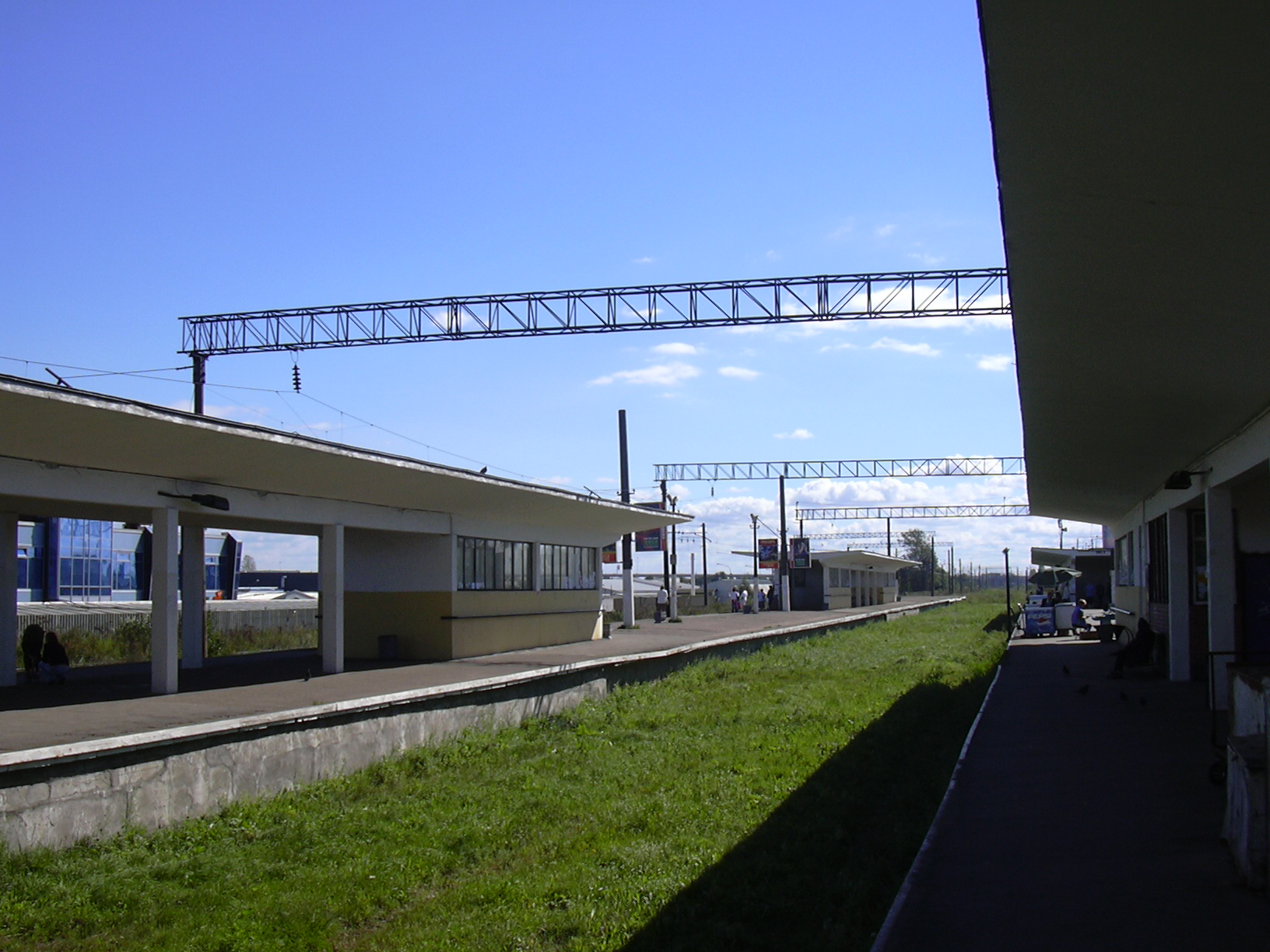
Станция Купчино до реконструкции
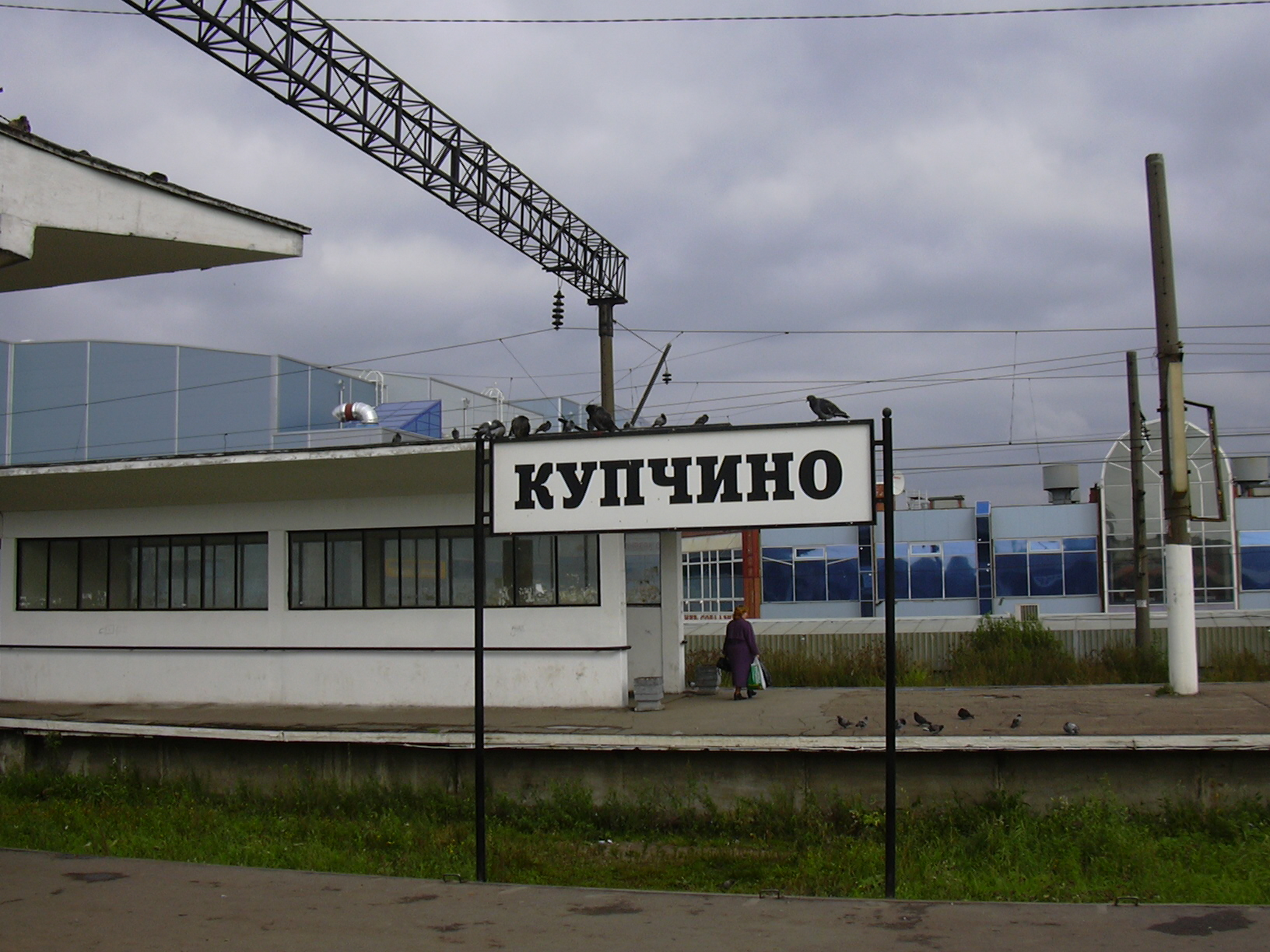
Станция Купчино до реконструкции
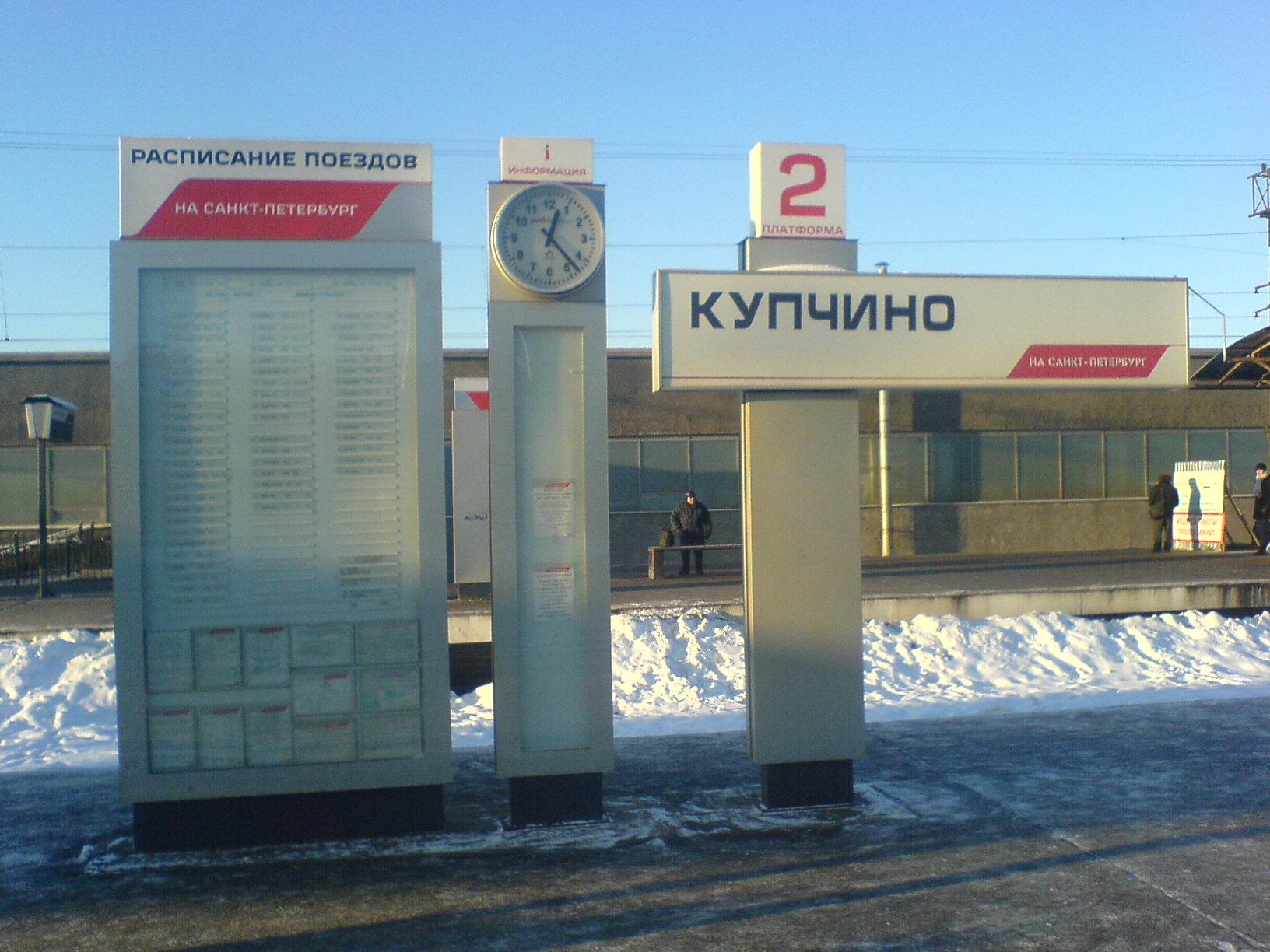
Станция Купчино после реконструкции